# Aleksandr Sukhov
Bản mẫu:Western Slavic name
Aleksandr Aleksandrovich Sukhov (tiếng Nga: Александр Александрович Сухов; sinh ngày 3 tháng 1 năm 1986) là một cầu thủ bóng đá người Nga. Hiện tại, anh thi đấu ở vị trí hậu vệ phải cho F.K. Ufa.

## Sự nghiệp câu lạc bộ
Anh có màn ra mắt tại Giải bóng đá ngoại hạng Nga năm 2006 cho F.K. Moskva.

## Danh hiệu
- Á quân Cúp quốc gia Nga: 2007.

## Thống kê sự nghiệp

### Câu lạc bộ
Tính đến 13 tháng 5 năm 2018
| Câu lạc bộ             | Mùa giải            | Giải vô địch                | Giải vô địch | Giải vô địch | Cúp     | Cúp       | Châu lục | Châu lục  | Khác    | Khác      | Tổng cộng | Tổng cộng |
| Câu lạc bộ             | Mùa giải            | Hạng đấu                    | Số trận      | Bàn thắng    | Số trận | Bàn thắng | Số trận  | Bàn thắng | Số trận | Bàn thắng | Số trận   | Bàn thắng |
| ---------------------- | ------------------- | --------------------------- | ------------ | ------------ | ------- | --------- | -------- | --------- | ------- | --------- | --------- | --------- |
| F.K. Moskva            | 2003                | Giải bóng đá ngoại hạng Nga | 0            | 0            | 0       | 0         | –        | –         | –       | –         | 0         | 0         |
| F.K. Moskva            | 2004                | Giải bóng đá ngoại hạng Nga | 0            | 0            | 0       | 0         | –        | –         | –       | –         | 0         | 0         |
| F.K. Moskva            | 2005                | Giải bóng đá ngoại hạng Nga | 0            | 0            | 1       | 0         | –        | –         | –       | –         | 1         | 0         |
| F.K. Moskva            | 2006                | Giải bóng đá ngoại hạng Nga | 1            | 0            | 1       | 0         | 0        | 0         | –       | –         | 2         | 0         |
| F.K. Moskva            | 2007                | Giải bóng đá ngoại hạng Nga | 0            | 0            | 0       | 0         | –        | –         | –       | –         | 0         | 0         |
| F.K. Moskva            | Tổng cộng           | Tổng cộng                   | 1            | 0            | 2       | 0         | 0        | 0         | 0       | 0         | 3         | 0         |
| F.K. Shinnik Yaroslavl | 2009                | FNL                         | 7            | 0            | 1       | 0         | –        | –         | –       | –         | 8         | 0         |
| F.K. Shinnik Yaroslavl | 2010                | FNL                         | 37           | 0            | 2       | 0         | –        | –         | –       | –         | 39        | 0         |
| F.K. Shinnik Yaroslavl | 2011–12             | FNL                         | 42           | 3            | 3       | 0         | –        | –         | 2       | 0         | 47        | 3         |
| F.K. Shinnik Yaroslavl | 2012–13             | FNL                         | 27           | 0            | 1       | 0         | –        | –         | –       | –         | 28        | 0         |
| F.K. Shinnik Yaroslavl | Tổng cộng           | Tổng cộng                   | 113          | 3            | 7       | 0         | 0        | 0         | 2       | 0         | 122       | 3         |
| F.K. Ufa               | 2013–14             | FNL                         | 28           | 0            | 1       | 0         | –        | –         | 2       | 0         | 31        | 0         |
| F.K. Ufa               | 2014–15             | Giải bóng đá ngoại hạng Nga | 21           | 0            | 2       | 0         | –        | –         | –       | –         | 23        | 0         |
| F.K. Ufa               | 2015–16             | Giải bóng đá ngoại hạng Nga | 17           | 0            | 0       | 0         | –        | –         | –       | –         | 17        | 0         |
| F.K. Ufa               | 2016–17             | Giải bóng đá ngoại hạng Nga | 25           | 3            | 2       | 0         | –        | –         | –       | –         | 27        | 3         |
| F.K. Ufa               | 2017–18             | Giải bóng đá ngoại hạng Nga | 10           | 0            | 1       | 0         | –        | –         | –       | –         | 11        | 0         |
| F.K. Ufa               | Tổng cộng           | Tổng cộng                   | 101          | 3            | 6       | 0         | 0        | 0         | 2       | 0         | 109       | 3         |
| Tổng cộng sự nghiệp    | Tổng cộng sự nghiệp | Tổng cộng sự nghiệp         | 215          | 6            | 15      | 0         | 0        | 0         | 4       | 0         | 234       | 6         |